# Kishiwada
Kishiwada (岸和田市 Kishiwada-shi?) es una ciudad japonesa ubicada en las costas de la prefectura de Osaka. Su área es de 72,2 km² y su población estimada para 2014 es de 197 207 habitantes. La ciudad es muy conocida por el festival Danjiri Matsuri (岸和田).

## Historia
Durante el período Nanbokucho (1336-1392) el general Takaie Wada del clan Masahige-Kusunoki fue enviado a una zona que en aquel entonces era conocida como Kishi. Luego el general la renombró Kishi-no-Wadadono que dio origen a Kishiwada.
La ciudad se fundó oficialmente el 1 de noviembre de 1922 durante la era taisho, fue la ciudad número 87 de Japón y la tercera en la prefectura.

## Danjiri Matsuri
El Danjiri Matsuri de Kishiwada (岸和田だんじり祭) es uno de los principales festivales japoneses que inició en 1703 cuando el Daimyō Okabe Nagayasu (岡部 長泰) de esa localidad le rezó a los dioses del Sintoísmo para la abundancia en el templo Fushimi Inari-taisha (伏見稲荷大社) de Kioto.
El festival se celebra principalmente dos veces al año, el primero en septiembre el más famoso, el segundo en octubre, es menos famoso, pero tiene más Danjiris (santuarios en carruajes de madera), la ciudad cuenta con 81 de ellos.